# Havana Wild Weekend
«Havana Wild Weekend» (укр. «Дикі вихідні в Гавані») — сьома серія двадцять восьмого сезону мультсеріалу «Сімпсони», прем'єра якої відбулась 13 листопада 2016 року у США на телеканалі «Fox».
Серія є ювілейною, 600-ю, за порядком виробництва.

## Сюжет
Сімпсони дивляться телевізор, коли Гомер помічає калюжу на килимі. Він одразу ж береться вичитувати Маленького Помічника Санти, однак, на превеликий подив, дідусь Сімпсон зізнається, що калюжу зробив він. Сімпсони приходять до висновку, що дідусю — зовсім зле і йому потрібна спеціалізована допомога. Сім'я відвозить його в будинок для літніх, але там їм повідомляють, що вони не лікують людей, а лише дають їм притулок. Дідуся везуть до лікарні для ветеранів, але там черга на прийом до лікаря розтягнута на 23 роки. Один з ветеранів підказує їм, що добре і дешево підлікуватися можна на Кубі.
Сімпсони летять на Острів Свободи. Хоча і кубинський лікар ніяк не може допомогти Ейбу, він дарує симпатичну кольорову сорочку з папугами. Раптово дідусь Сімпсон починає підбадьорюватись, коли бачить на вулиці Oldsmobile 88 кінця 1950-х. Старого катають на цій машині і тим самим дуже підвищують настрій, адже ця машина з його молодості.
У барі готелю Ейб знайомиться з кубинською барменшою Ізабеллою, а також з військовим американських ВПС, який ще у 1970-х викрав американський літак і втік на Кубу. У тому самому літаку він тепер збирається влаштувати нічний клуб і готовий взяти в партнери Ейба. Дідусь Сімпсон оголошує своїй сім'ї, що залишається на Кубі.
Через деякий час Гомер вирушає в американське посольство, де заявляє про зникнення свого батька. Тим часом у літаку-нічному клубі, де відбувається вечірка, Ізабелла відводить Ейба в кабіну пілотів, де зізнається, що є агентом ЦРУ. Її завдання — переправити до США всіх цих людей, що веселяться в літаку і переховуються від американського правосуддя. Прибувши в Маямі, Гомер і Ейб примиряються.
У фінальній сцені Ейб разом з Гомером і Бартом йдуть на поле для гольфу жартувати над гравцями.

## Цікаві факти і культурні відсилання
- Напис на дошці — відсилання до серії «Bart to the Future» 2000 року, в якій була передбачена перемога Дональда Трампа на президентських виборах у США 2016 року[1].
- Сцени в готелі з двома жінками, які переодягаються чоловіками, щоб покурити сигари, а потім набивають сигарами рот, відсилання до телесеріалу 1950-х «Я люблю Люсі»[2]

## Ставлення критиків і глядачів
Під час прем'єри серію переглянули 7,13 млн осіб з рейтингом 1.4, що зробило її найпопулярнішим шоу на каналі «Fox» тієї ночі.
Денніс Перкінс з «The A.V. Club» дав серії оцінку C+, сказавши, що «у довгій та легендарній історії подорожей Сімпсонів про „Havana Wild Weekend“ точно забудуть, як про бідного старого Ейба».
Водночас Тоні Сокол з «Den of Geek» дав серії чотири з п'яти зірок, сказавши:
|  | «Havana Wild Weekend» — це веселий епізод який є набагато вище середнього. Жарти приходять швидко, є кілька чудових налаштувань, і місця чудові. У свій час Сімпсони відвідали майже незліченні країни… Однак на Кубі Сімпсони закохуються в локації і ставляться до них набагато шанобливіше, ніж раніше. |

Згідно з голосуванням на сайті The NoHomers Club більшість фанатів оцінили серію на 1/5 із середньою оцінкою 2,16/5.